# لاکشمن رکها
لاکشمن رکها (به انگلیسی: Lakshmanrekha) فیلمی محصول سال ۱۹۹۱ و به کارگردانی سونیل سکاند است. در این فیلم بازیگرانی همچون جکی شروف، نصیرالدین شاه، سانجیتا بجلانی، شلیپا شیرودکار، شامی کاپور، پران، دنی دنزونگپا، اوم پراکاش ایفای نقش کرده‌اند.